# Joseph Mariani
Joseph-Jean Mariani, conosciuto come Joseph Mariani (1º febbraio 1950), è un informatico francese, pioniere del trattamento automatico del linguaggio.

## Formazione e carriera
Dopo aver conseguito il dottorato nel 1977, Joseph diventa ricercatore del Centre national de la recherche scientifique (CNRS) nel 1978, entrando al Laboratoire d'informatique pour la mécanique et les sciences de l'ingénieur (LIMSI) a Orsay; qui successivamente dirige il gruppo «Communication Parlée» dal 1982 al 1985. Parte in seguito per gli Stati Uniti dal 1985 al 1986 come visiting researcher all'IBM T.J. Watson Research Center (Yorktown Heights). Di ritorno in Francia, lavora dal 1987 al 2001 presso il dipartimento di "Communication Homme-Machine" del LIMSI, del quale diviene direttore dal 1989 al 2000. Più tardi viene nominato direttore del dipartimento di «Technologie de l'Information et de la Communication» al ministero della ricerca scientifica. Qui, mette in atto i programmi Techno-Langue e Techno-Vision per lo sviluppo e la valutazione delle tecnologie in questi domini di ricerca.
Parallelamente, è nominato presidente di l'European Language Resources Association (ELRA) e siede nel consiglio di amministrazione di diversi organismi come l'Agence nationale des fréquences (ANFr), Institut national de l'information géographique et forestière (IGN), l'Observatoire des sciences et des techniques (OST) e l'INRIA. Partecipa alla creazione di numerose associazioni e conferenze internazionali come ELSNET, COCOSDA, ESCA/ISCA, ELRA et LREC. La sua attività al servizio dell'ISCA gli vale la prestigiosa "Special Service Medal" nel 1999, un riconoscimento attribuito ad oggi a sole altre due persone. 
Dal 2006, e fino a dicembre 2013, esercita le funzioni di direttore dell'Institut des technologies Multilingues et Multimédias de l'Information (IMMI), un'unità mista di ricerca del CNRS creata nel quadro del programma Quaero, dove collaborano il LIMSI, l'Institut de Technologie de Karlsruhe (KIT) e l'Université technique de Rhénanie-Westphalie à Aix-la-Chapelle (RWTH). Nel febbraio 2016 viene nominato ricercatore emerito del CNRS.

## Pubblicazioni
Joseph Mariani ha partecipato a più di 500 pubblicazioni, sia come autore che come curatore.
- (FR)  «Contribution à la reconnaissance automatique de la parole utilisant la notion de spectre différentiel», Mémoire de Thèse de Docteur Ingénieur de l'Université Pierre-et-Marie Curie, 1977, Notice BNF N°FRBNF36072737.
- (EN)  «Stochastically-Based Semantic Analysis», Wolfgang Minker, Alex Waibel, Joseph Mariani, 1999, Kluwer ISBN 0-7923-8571-3
- (FR)  «GRACE: Les procédures de mesure automatique de l'action GRACE pour l'évaluation des assignateurs de Parties du Discous pour le Français», Gilles Adda, Joseph Mariani, Patrick Paroubek, Martin Rajman, Josette Lecomte, in Ressources et Evaluation en Ingénierie des Langues, 2000 AUPELF UREF, Belgique.
- (EN)  «Crowdsourcing for language resource development: criticisms about Amazon Mechanical Turk Overpowering Use», Kären Fort, Gilles Adda, Benoît Sagot, Joseph Mariani, Alain Couillault, 2011, in Human Language Technology Challenges for Computer Science and Linguistics, Springer ISBN 978-3-319-08957-7
- (EN)  «Rediscovering 15 Years of Discoveries in Language Resources and Evaluation: The LREC Anthology Analysis», Joseph Mariani, Patrick Paroubek, Gil Francopoulo, Olivier Hamon, LREC 2014,
- (FR)  «Language Matrices and a Language Resource Impact Factor», Joseph Mariani, Gil Francopoulo, 2015, in Language, Production, Cognition, and the Lexicon, Springer ISBN 978-3-319-08042-0.
- (EN)  «Rediscovering 15+2 Years of Discoveries in Language Resources and Evaluation», Joseph Mariani, Patrick Paroubek, Gil Francopoulo, Oliver Hamon, 2016, LRE (Language Resources and Evaluation) Springer, DOI:10.1007/s10579-016-9352-9
- (EN)  «A Study of Reuse and Plagiarism in LREC papers», Gil Francopoulo, Joseph Mariani, Patrick Paroubek, LREC 2016,
- (EN)  «Predictive Modeling: Guessing the NLP terms of Tomorrow», Gil Francopoulo, Joseph Mariani, Patrick Paroubek, LREC 2016,